# Henrietta Ónodi
Henrietta Ónodi, em húngaro: Ónodi Henrietta, (Békéscsaba, 22 de maio de 1974) foi uma ginasta que competiu pela Hungria, em provas de ginástica artística.

## Carreira
Ónodi, conhecida no meio gímnico como Henni, iniciou-se na ginástica artística aos quatro anos, em 1978, disputando sua primeira competição internacional em 1986, aos doze anos de idade. No Campeonato Europeu Júnior, a ginasta não obteve medalhas, mas chegou às finais de dois aparelhos – barras assimétricas e solo - e do individual geral, no qual encerrou na 12º colocação. No ano seguinte, sua posição em disputa do concurso geral melhorou e a atleta alcançou o sétimo lugar, na Copa América, disputada nos Estados Unidos. Muito jovem para competir nos Jogos Olímpicos de Seul, a ginasta disputou nova edição do Campeonato Europeu Júnior, no qual conquistou a medalha de prata nas paralelas assimétricas. Ainda nesse ano, no ‘’Hungarian Masters’’, Ónodi conquistou seu primeiro ouro do individual geral.
Em 1989, Henrietta passou a defender a equipe húngara sênior. Como primeiro evento, deu-se o Campeonato Mundial de Stuttgart. Sem medalhas, a atleta encerrou participação nas finais de dois eventos – individual geral, no qual terminou com a 19º colocação, e barras assimétricas, na qual ficou com a quinta posição. Sua equipe não fora à final (9º). Anteriormente, no Campeonato Nacional Húngaro, Ónodi conquistou o primeiro lugar na prova do ‘’all around’’. Em seguida, ainda que fora do pódio do concurso geral, a ginasta conquistou a medalha de ouro nas paralelas assimétricas e a de bronze no solo, em mais uma edição do Campeonato Europeu. No ano seguinte, em mais um Europeu, Henrietta subira ao pódio por duas vezes. Fora bronze no individual geral e bronze no solo. Já na Copa do Mundo, conquistou quatro medalhas. A primeira delas, o bronze, veio no concurso geral. Nas finais por aparelhos, ouro no salto, prata no solo e bronze nas barras assimétricas. Em outra competição, os Jogos da Amizade, a atleta conquistou novo ouro na prova do salto.
Em 1991, Henrietta fora, pela terceira vez consecutiva, a vencedora do AA, do Campeonato Nacional. Qualificada para disputar o Mundial de Indianápolis, a húngara sofreu uma lesão, que não a impediu de ir às quatro finais por aparelhos e conquistar a medalha de prata, no salto sobre o cavalo. No ano seguinte, a atleta conquistou o tetracampeonato nacional do individual geral. Mais tarde, no Mundial de Paris, pela primeira vez em uma competição internacional que envolviam todas as nações inscritas na FIG, a ginasta conquistou o título de melhor do mundo na prova do salto. Já no solo, medalha de prata ao não superar a norte-americana Kim Zmeskal . Finalizando o calendário internacional, em disputa nos Jogos Olímpicos de Barcelona, a equipe de Henrietta classificou-se para a final e terminou na sexta colocação. Individualmente, a ginasta obteve vaga para mais três finais. No concurso geral, Ónodi não ultrapassou a oitava posição. Já nos aparatos, nova prata na prova do solo e o primeiro ouro húngaro feminino em trinta anos, no salto.
Após encerradas as Olimpíadas, Ónodi retirou-se das grandes competições e tentou performar pela NCAA (‘’National Collegiate Atlhetic Association’’). A jovem matriculou-se na universidade e não abandonou a modalidade gímnica, voltando-se a visão de treinadora. Henrietta retornou aos campeonatos três anos mais tarde, nos Jogos Universitários e liderou a equipe nacional nas Olimpíadas de Atlanta. No ano seguinte, retirou-se em definitivo da carreira de ginasta.
Henrietta possui movimentos inseridos na Tabela de Elementos do Código de Pontos para a trave.

## Principais resultados
| Ano  | Evento                                    | AA                | Equipe | Salto sobre o cavalo | Trave            | Barras assimétricas | Solo             |
| ---- | ----------------------------------------- | ----------------- | ------ | -------------------- | ---------------- | ------------------- | ---------------- |
| 1986 | Campeonato Europeu Júnior                 | 14º               |        |                      |                  |                     |                  |
| 1987 | Copa América                              | 7º                |        |                      |                  |                     |                  |
| 1988 | Campeonato Europeu Júnior                 |                   |        |                      | Medalha de prata |                     |                  |
| 1988 | Hungarian Masters                         | Medalha de ouro   |        |                      |                  |                     |                  |
| 1989 | Campeonato Nacional Húngaro               | Medalha de ouro   |        |                      |                  |                     |                  |
| 1989 | Campeonato Mundial de Ginástica Artística | 19º               |        |                      |                  |                     |                  |
| 1989 | Campeonato Europeu                        |                   |        |                      | Medalha de ouro  | Medalha de bronze   |                  |
| 1990 | Campeonato Nacional Húngaro               | Medalha de ouro   |        |                      |                  |                     |                  |
| 1990 | Campeonato Europeu                        | Medalha de bronze |        |                      |                  | Medalha de bronze   |                  |
| 1990 | Copa do Mundo                             | Medalha de bronze |        | Medalha de ouro      |                  | Medalha de bronze   | Medalha de prata |
| 1991 | Campeonato Mundial de Ginástica Artística |                   | 8º     | Medalha de prata     |                  |                     |                  |
| 1991 | Campeonato Nacional Húngaro               | Medalha de ouro   |        |                      |                  |                     |                  |
| 1992 | Campeonato Nacional Húngaro               | Medalha de ouro   |        |                      |                  |                     |                  |
| 1992 | Jogos Olímpicos                           | 8º                | 6º     | Medalha de ouro      |                  |                     | Medalha de prata |
| 1992 | Campeonato Mundial de Ginástica Artística | Medalha de ouro   |        |                      | Medalha de ouro  |                     | Medalha de prata |
| 1996 | Jogos Olímpicos                           |                   | 9º     |                      |                  |                     |                  |